# アレクシ・ペトリアシヴィリ
アレクシ・ペトリアシヴィリ（グルジア語: ალექსი პეტრიაშვილი、グルジア語ラテン翻字: Aleksi Petriashvili、1970年8月24日 – ）は、ジョージアの政治家、外交官。2012年から2014年まで欧州・欧州大西洋統合担当国務大臣を務めた。

## 生い立ち
1970年、ペトリアシヴィリはジョージアの首都トビリシにおいて、医学博士の家庭に誕生。1987年から1992年までトビリシ国立大学に在籍し、経済社会地理学部を卒業。2000年にイタリアのローマにあるNATO防衛大学を修了。

## 外交経歴
ペトリアシヴィリは元首府の国家物流局外交部で上級専門職員として職歴を開始した。彼は1994年初頭から各国省庁とコミュニケーションの確立に取り組み、各国首脳がジョージアを訪問するための準備を行った。彼は専門経験を重ね、国家顧問、外交政策分析官、首相府職員、大統領府職員を歴任。1995年から1998年には地域安全保障や政治動向の分析に携わった。また各国首脳がジョージアを公式訪問する際には、会談の議題や分析情報をジョージア大統領に提供する役割を担った。1998年、ペトリアシヴィリはジョージア外務省の政治軍事局において二国間関係部の部長に就任。アメリカの省庁代表団とともに二国間の政治的および軍事的関係の双方向的な改善を協議し、安全保障対話を推進した。1998年末、政治軍事局で副局長に就任。NATO国際職員および関連省庁とともに平和のためのパートナーシップ協定の枠組み協議を行い、また対外援助の安定化や国防能力の強化予算配分調整を担った。
ペトリアシヴィリは2001年から2002年にかけて、駐オーストリア大使館上級参事官、欧州安全保障協力機構ジョージア代表、国連工業開発機関ジョージア代表、国連薬物犯罪事務所ジョージア代表を歴任。続いて2002年から2004年にかけて駐アメリカ大使館、駐メキシコ大使館、駐カナダ大使館でそれぞれ上級参事官を務めた。彼はアメリカ国務省やアメリカ国防総省その他の政府機関と連携し、(1)政治的および軍事的問題（ジョージアからのロシア軍撤退、ジョージアのNATO加盟、国際安全保障活動への参加、地域安全保障問題など）、(2)経済協力および財政問題（ジョージアに対する財政援助および技術支援に関する予算範囲交渉、USAIDによる新たな援助計画の企画、アメリカエネルギー省とのエネルギー提携に関する短期的および長期的な戦略の策定、ミレニアム・チャレンジ・アカウントをジョージアに導入する交渉など）、について担当した。彼は国家予算の実現性評価について検討し、多国間の協力によって今後の会計年度内で実施できる範囲の詳細を国際通貨基金や世界銀行と協議した。またパリクラブ合意の条件に従って対外債務を再編し、国際金融公社がジョージアの民間部門に積極的に参入できるようにするために、高官レベルの交渉の手配を行った。
ペトリアシヴィリは2004年から2009年まで駐トルクメニスタン大使および駐アフガニスタン大使を務めた。彼の主たる任務はトルクメニスタンやアフガニスタンとの経済的関係および政治的関係を改善することであり、トルクメニスタンからのエネルギー資源の輸送経路を多様化するための二国間協議および多国間協議に積極的に参加した。また東西エネルギー連携および輸送回廊の実現や、アフガニスタン経済の復興に向けた二国間プロジェクトおよび三国間プロジェクトといった案件に関与した。彼はアフガニスタン政府や国連カブール事務所と調整を行い、アフガニスタンに対する人道支援や教育支援、エネルギー支援等を推し進めた。

## 政治経歴
ペトリアシヴィリは2009年7月16日にイラクリ・アラサニアが設立した自由民主主義者党に所属した。彼は自由民主主義者党で事務局長を務め、総選挙の際にビジナ・イヴァニシヴィリ率いる野党連合「ジョージアの夢」に参加した。彼はジョージアの夢で政治委員を務め、自身もジョージアの夢から国会議員に立候補した。野党連合ジョージアの夢は2012年10月1日に実施された総選挙でにおいて得票率55パーセントを獲得し、ミヘイル・サアカシュヴィリ大統領率いる与党統一国民運動を下した。イヴァニシヴィリもまた、国会議員に当選した。
彼は強い議会権限と独立した司法制度を備えた大統領制と、地方自治体に幅広い権限を持たせることを支持した。経済的目標としては競争力のある自由市場経済、持続可能な経済成長、貧困削減、雇用創出、社会保障制度の確立を掲げた。続いて財産権、プライバシー、表現の自由への取り組みの強化を検討し、健全な競争の促進を検討事項として挙げた。
2012年の総選挙後、彼は欧州・欧州大西洋統合担当国務大臣に就任。自由民主主義者党は外交政策として、欧州連合や北大西洋条約機構への完全加盟、域内諸国との善隣関係の深化と強化、国防の改善と強化を優先事項とした。これらの政策について、ペトリアシヴィリが国務大臣として推進を指揮した。